# Esti HaMekho'eret
Esti HaMekho'eret é uma telenovela israelita produzida e exibida pela Channel 2, cuja transmissão ocorreu em 2003. É uma adaptação da trama colombiana Yo soy Betty, la fea, escrita por Fernando Gaitán.

## Elenco
- Riki Blich - Esti Ben-David
- Shaike Levi - Elvis Ben-David
- Oded Kotler - Tzvi Rosenthal